# Туров, Александр Семёнович
Александр Семёнович Туров (13 июня 1925, Рубцовск — 27 февраля 1998, Новосибирск) — советский и российский учёный, кандидат экономических наук, профессор, ректор Новосибирского института советской кооперативной торговли (1970—1985).

## Биография
Родился 13 июня 1925 года в Рубцовске. Участвовал в Великой Отечественной войне. В 1950 году окончил Московский институт советской кооперативной торговли.
С 1970 по 1985 год занимал должность ректора Новосибирского института советской кооперативной торговли.
Занимался совершенствованием организационного устройства и управления потребкооперации. Его разработки стали основой для научных трудов Г. В. Маклакова, В. В. Салия, И. Р. Стремяковой, М. П. Лебедко.
Похоронен на Заельцовском кладбище Новосибирска (квартал 74).

## Основные труды
- Проблемы размещения торговой сети в сельской местности. М.: Экономика, 1972. 111 с.;
- Вопросы рационализации путей товародвижения и совершенствования оптовой торговли потребительской кооперации Сибири. Новосибирск: НИСКТ, 1964. 121 с.[1]

## Награды
Ордена Отечественной войны 1-й степени и «Знак Почёта», медали.